# Corrimiento de tierra de Risaralda
El corrimiento de tierra en el departamento de Risaralda, fue un deslave que ocurrió en el poblado de Pueblo Rico en la mañana del 4 de diciembre del 2022, causando al menos 34 personas fallecidas, tres de ellas menores de edad.

## Repercursiones
El momento del desastre ocurrió a las en horas de la mañana, hora local, donde producto de las intensas lluvias que están azotando a dicha zona del país, un alud se produjo sepultando a unas casas, y de la que producto del mismo, sepultó a un autobús que llevaba consigo a unas 40 personas y antes de ello, el alud arrastraba a algunas casas, dejando a muchas familias en la calle, perdiendo consigo sus pertenencias y por si algunos automotores más.
A eso de las 2 de la tarde, comenzaron los trabajos de rescate de supervivientes. El director encargado de Invias, Guillermo Toro, informó que 

“se analizan las condiciones de estabilidad del talud de manera que se permita recomponer la perdida de banca y habilitar el corredor en el menor tiempo posible”

.
Mientras tanto el presidente de Colombia Gustavo Petro, manifestó que hasta el momento se habían rescatado los cuerpos de 27 personas que estaban atrapadas en el automotor y agregó el mandatario. 

"Solidaridad con las familias de las víctimas, tendrán un acompañamiento integral por parte del Gobierno Nacional"

, agregó el mandatario.